# Herb gminy Garbatka-Letnisko
Herb gminy Garbatka-Letnisko – jeden z symboli gminy Garbatka-Letnisko, autorstwa Włodzimierza Chorązkiego, ustanowiony 19 kwietnia 2010.

## Wygląd i symbolika
Herb przedstawia na tarczy koloru czerwonego srebrny topór z lewa w skos ze złotą rączką, w lewym dolnym rogu ośmioramienną gwiazdę, natomiast w prawym górnym rogu złote słońce. Topór i gwiazda pochodzą z herbu opactwa w Sieciechowie, właściciela większości terenów gminy, natomiast słońce nawiązuje do letniskowego charakteru stolicy gminy.